# Butyl benzyl phthalat
Benzylbutylphthalate (BBzP), hay còn gọi là n-butyl benzyl phthalate (BBP) hoặc benzyl butyl phthalate, là một loại phthalate, một loại ester của axit phthalic, cồn benzin và n-butan. Nó có nhiều loại tên thương mại khác nhau như: Palatinol BB, Unimoll BB, Sicol 160, hoặc Santicizer 160. Chất Phthalate này được sử dụng trong hầu hết trong các sản phẩm nhựa và PCV. Và được xem như là một chất độc tố và bị nghiêm cấm.
BBzP thì thường được sử dụng như là chất làm mềm dẻo cho các loại bọt cao su vinyl, thường dùng để sản xuất gạch lát nền. Và nó cũng được sử dụng sản xuất đèn tín hiệu giao thông, dây cua roa, và da nhân tạo.

BBP là chất được phân loại như là chất độc bởi Ủy ban châu Âu (ECB) và do đó nó bị cấm sử dụng tại châu Âu vào thập niên trước. Chỉ còn 2 nhà sản xuất chất này tại châu Âu.
Vào năm 2008, 4 công ty buôn bán chất BBP đã bị phạt bởi Ủy ban cạnh tranh Bỉ cho các thành viên trong một tập đoàn.

## Ảnh hưởng sức khỏe
Sự tiếp xúc với BBP có thể làm tăng nguy cơ mắc bệnh ung thư vú với phụ nữ về sau này. Trong khi đó, để tránh nguy cơ mắc bệnh ung thư vú ở giai đoạn trưởng thành, cả trẻ sơ sinh lẫn người mẹ phải được bảo vệ khỏi tác nhân này.Tháng 11/2007, bang California (Mỹ) đã ra luật cấm các đồ chơi, các sản phẩm dành cho trẻ có chứa chất BBP.